# Peter Gröbner (Jurist)
Peter Gröbner (* 28. Dezember 1914 in Innsbruck; † 1. Juli 1972 in Greiling) war ein deutscher Jurist und Politiker, sowie  Mitglied des Bayerischen Senats.
Nachdem er Jura und Volkswirtschaft studierte und im Wehrdienst tätig gewesen war, trat Gröbner 1941 in den bayerischen Staatsdienst ein. 1946 wurde er zum Landrat des Landkreises Bad Tölz gewählt. Er war damals der jüngste Landrat Bayerns. Dieses Amt führte er zehn Jahre lang aus. Er war zunächst parteilos, dann später Mitglied der CSU. 1956 wurde er Referent in der Kommunalabteilung beim Staatsministerium des Inneren, im Jahr darauf wurde er stellvertretender Hauptgeschäftsführer des Deutschen Landkreistags in Bonn. Von 1959 an war er Geschäftsführer, von 1966 an erster Vorsitzender des Bayerischen Gemeindetags. Er gehörte außerdem dem Präsidium des Deutschen Gemeindetags an, war Vorsitzender des Verwaltungsrats des Bayerischen Selbstverwaltungskollegs und saß in der Bayerischen Arbeitsgruppe für Fragen der Verfassungsreform und der Neugliederung des Bundesgebiets. Von Anfang 1970 bis zu seinem Tod war er Mitglied des Bayerischen Senats.
1965 erhielt er den Bayerischen Verdienstorden.